# Quadra (São Paulo)
Quadra is een gemeente in de Braziliaanse deelstaat São Paulo. De gemeente telt 2.789 inwoners (schatting 2009).

## Aangrenzende gemeenten
De gemeente grenst aan Cesário Lange, Guareí, Pereiras, Porangaba en Tatuí.